# Fantazja (film)
Fantazja (ang. Fantasia) – amerykańska animowana muzyczna antologia filmowa z 1940 roku produkcji Walta Disneya i Bena Sharpsteena. Trzeci pełnometrażowy film animowany wytwórni Walt Disney Productions, a zarazem trzeci film z oficjalnego kanonu animacji Disneya.
Był to pierwszy pełnometrażowy film z dźwiękiem stereofonicznym. Film otrzymał nagrody honorowe Akademii Filmowej podczas ceremonii wręczenia Oscarów w 1942 roku – dwie statuetki Oscarów Specjalnych za wybitny wkład w rozwój wykorzystania dźwięku w filmach poprzez produkcję Fantazji dla Walta Disneya oraz za unikatowe osiągnięcia twórców filmu w tworzeniu nowych form wizualizacji muzyki w produkcji Walta Disneya Fantazja, a tym samym rozszerzenie zakresu rozrywki filmowej, jak i jako forma sztuki dla Leopolda Stokowskiego.
Film został wpisany na listę National Film Registry. Serwis Rotten Tomatoes przyznał mu wynik 96%.
Premiera filmu z polskim dubbingiem: 5 listopada 2010 roku.

## Obsada
- Deems Taylor – on sam
- Corey Burton – Deems Taylor (głos, 2000)
- Leopold Stokowski – on sam
- Joyce Coles – kwiat (Dziadek do orzechów)
- Marge Champion – 
  - kwiat (Dziadek do orzechów),
  - tańcząca hipopotamica (Taniec godzin)
- Walt Disney – Myszka Miki (głos, Uczeń Czarnoksiężnika)
- Nigel De Brulier – Yen Sid (Uczeń Czarnoksiężnika)
- Hattie Noel – hipopotamica Hiacynta (Taniec godzin)
- Tania Riabouchinskaya – hipopotamica Hiacynta (sceny taneczne, Taniec godzin)
- Irina Baronowa – tańcząca hipopotamica (Taniec godzin)
- Helene Stanley – 
  - tańcząca hipopotamica (Taniec godzin),
  - słonica (Taniec godzin) ,
  - Ali Gator (Taniec godzin)
- Wilfred Jackson – Czarnobóg (Noc na Łysej Górze)
- Julietta Novis – śpiew (głos, Ave Maria)
- Westminster Cathedral Choir – chór (głos, Ave Maria)

## Fabuła
Film nie posiada liniowej akcji; składa się z siedmiu niezależnych segmentów. Wprowadzeniem jest scena nagrana w Akademii Muzycznej w Filadelfii, w której widać orkiestrę pod batutą Leopolda Stokowskiego, a mistrz ceremonii Deems Taylor opisuje film. Pierwszy segment to Toccata i fuga d-moll Jana Sebastiana Bacha; przedstawia orkiestrę podświetloną na niebiesko i złoto, w miejsce której pojawiają się abstrakcyjne animowane obrazy – wzory, linie, kształty i formacje chmur przesuwające się i przekształcające w rytm muzyki. Drugim segmentem jest Dziadek do orzechów Piotra Czajkowskiego przedstawiający zmianę pór roku od lata do zimy oraz tańce wróżek, kwiatów, grzybów, ryb i liści. Uczeń czarnoksiężnika Paula Dukasa to scena z Myszką Miki jako uczniem czarownika próbującym naśladować magiczne sztuczki swojego mistrza. Święto wiosny Igora Strawinskiego to wizualna historia początków Ziemi i powstania życia obejmująca okres od uformowania planety do wymarcia dinozaurów. Symfonia pastoralna Ludwiga van Beethovena przedstawia mityczny starożytny grecki świat centaurów, satyrów, skrzydlatych koni, amorków i innych postaci mitologii greckiej oraz przyjęcie na cześć boga wina, Dionizosa. Taniec godzin Amilcare Ponchiellego to utrzymywany w konwencji komediowej balet zwierząt – strusi, aligatorów i hipopotamów. Noc na Łysej Górze Modesta Musorgskiego i Ave Maria Franza Schuberta to scena, w której diabeł Czarnobóg przywołuje złe duchy i niespokojne dusze z grobów, po czym zmusza je do latania w powietrzu i tańczenia, dopóki nie zostaje powstrzymany przez dźwięk kościelnego dzwonu. Chór śpiewa Ave Maria, a grupa mnichów w habitach idzie z zapalonymi pochodniami przez las i dociera do ruin katedry.

## Spuścizna
Jeden z segmentów filmu o nazwie Uczeń czarnoksiężnika stworzony na podstawie utworu Paula Dukasa pod tym samym tytułem stał się inspiracją do napisania scenariusza filmu Uczeń czarnoksiężnika z 2010 roku.
W 1999 roku do kin trafiła kontynuacja filmu, Fantazja 2000, nawiązująca do filmu z 1940 roku.
Dziadek do orzechów i cztery królestwa był inspirowany Dziadkiem do orzechów, jednym z segmentów filmu.

## Wersja polska
Opracowanie wersji polskiej: SDI Media Polska

Reżyseria: Agnieszka Zwolińska

Dialogi polskie: Barbara Robaczewska

Zgranie wersji polskiej: Shepperton International

Opieka artystyczna: Maciej Eyman

Produkcja polskiej wersji językowej: Disney Character Voices International

Wystąpili:
- Wojciech Paszkowski – Deems Taylor
- Waldemar Modestowicz – Leopold Stokowski
- Kacper Kuszewski – Myszka Miki (Uczeń Czarnoksiężnika)

Źródło: 